# Cimitero monumentale di Torino
| Cimitero monumentale di Torino | Cimitero monumentale di Torino                                              |
| ------------------------------ | --------------------------------------------------------------------------- |
| Lage                           | Piazzale Carlo Tancredi Falletti di Barolo, 135 10153 Turin, Region Piemont |
| Eigentümer                     | Stadt Turin                                                                 |
| Eröffnung                      | 5. November 1829                                                            |
| Fläche                         | 6 Hektar                                                                    |
| Gräber                         | über 400.000                                                                |
| Architekt                      | Gaetano Lombardi                                                            |

Der Cimitero monumentale di Torino ist der größte Friedhof der italienischen Großstadt Turin. Die Anlage im Stadtbezirk Regio Parco wurde im November 1829 eröffnet. Zunächst trug er den Namen Cimitero generale (deutsch Allgemeiner Friedhof).

## Geschichte
1827 genehmigte der Consiglio dei decurioni, dem Vorläufer des modernen Gemeinderates, den Bau. Die Genehmigung stellte eine verspätete Umsetzung der Richtlinien der napoleonischen Bestattungsdekrete von 1804 dar. Damit konnten der alte Friedhof von San Pietro in Vincoli und der Cimitero della Rocca stillgelegt werden. Durch Bevölkerungszunahme war die neue Begräbnisstätte nötig. Die Idee dafür geht auf den Philanthropen Carlo Tancredi Falletti di Barolo (1782–1838, Turiner Bürgermeister 1826–1827) zurück. Er spendete 1828 insgesamt 300.000 Sardische Lira zum Kauf des Grundstücks und zum Bau des ersten Teils. Der Entwurf stammte vom Architekten Gaetano Lombardi (1793–1868). Den Grundstein legte Luigi Francesetti di Mezzenile, der damalige Bürgermeister der Stadt. Als großes Problem erwies sich das Eindringen von Wasser aus der nahegelegenen Fluss Dora Riparia. Dies wurde durch die Umleitung des Flusslaufs und eine Korrektur seines mäandrierenden Verlaufs gelöst. Der Friedhof hatte einen quadratischen Grundriss mit abgerundeten Ecken und wurde durch die Kapelle und die Wirtschaftsgebäude im neoklassizistischen Stil geprägt. Im Laufe der Zeit wurde das Gelände, nach Bedarf, immer wieder erweitert. 1882 erhielt der „Cimitero monumentale“ ein Krematorium, eines der ersten des Landes. In der Nacht zum 13. Juli 1943 wurde der Friedhof von der Royal Air Force mit Bomben großen und sehr großen Kalibers bombardiert. Dabei entstanden große Schäden. Die bisher letzte Erweiterung erfolgte speziell zur Unterbringung der Juden und der für die Freiheit gefallenen Kämpfer. Das Feld, das Partisanen und politischen Deportierten gewidmet ist, das sogenannte „Campo della Gloria“ (deutsch Feld des Ruhmes), ist mit 48 Marmorwürfeln bestückt, die die Leichen von 1226 gefallenen Soldaten beherbergen, von denen einige ohne Identität geblieben sind.
2015 benannte die Stadt den Platz vor dem Eingang in „Piazzale Carlo Tancredi Falletti di Barolo“ um.

## Galerie

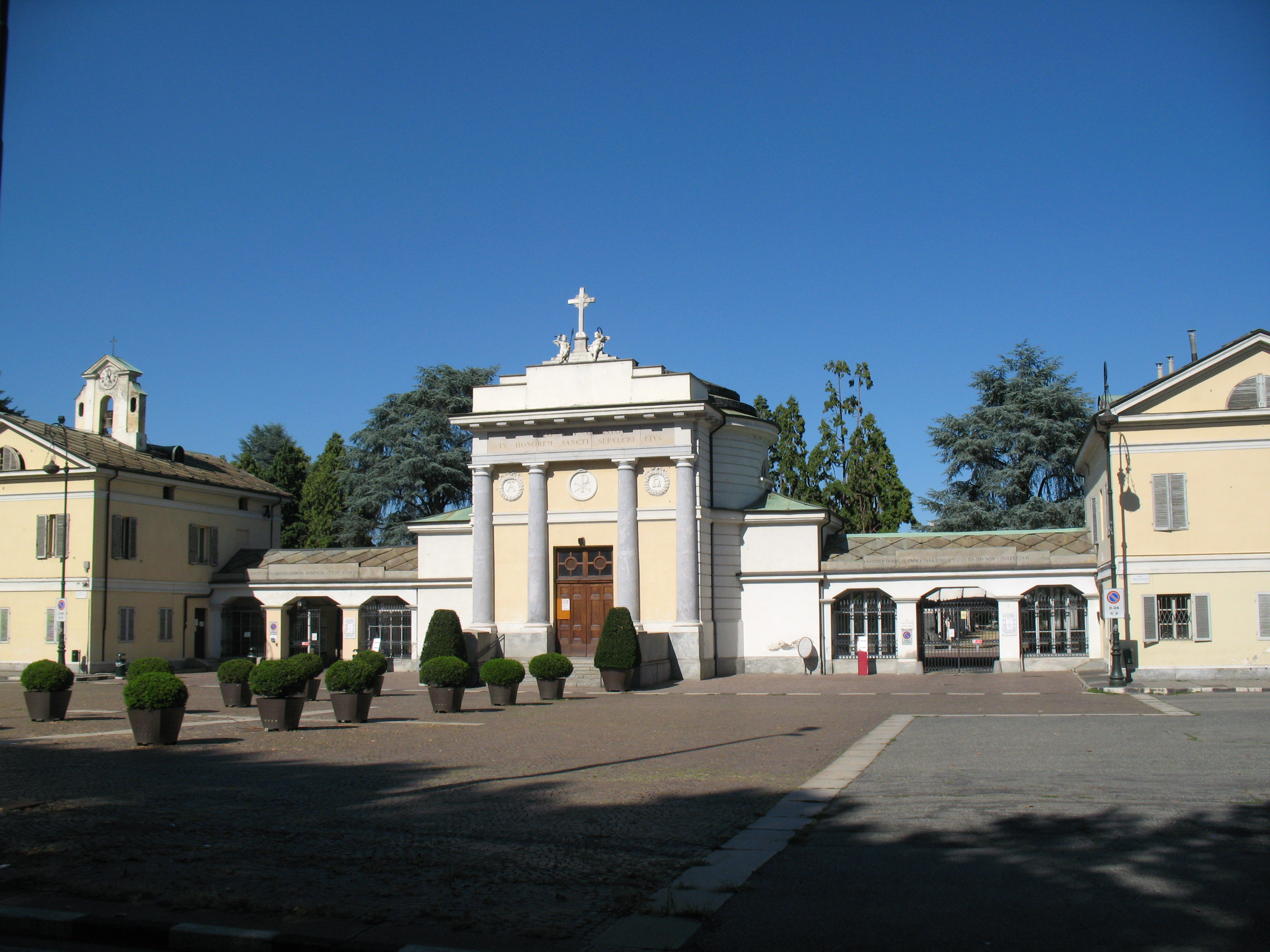
Haupteingang zum Cimitero monumentale
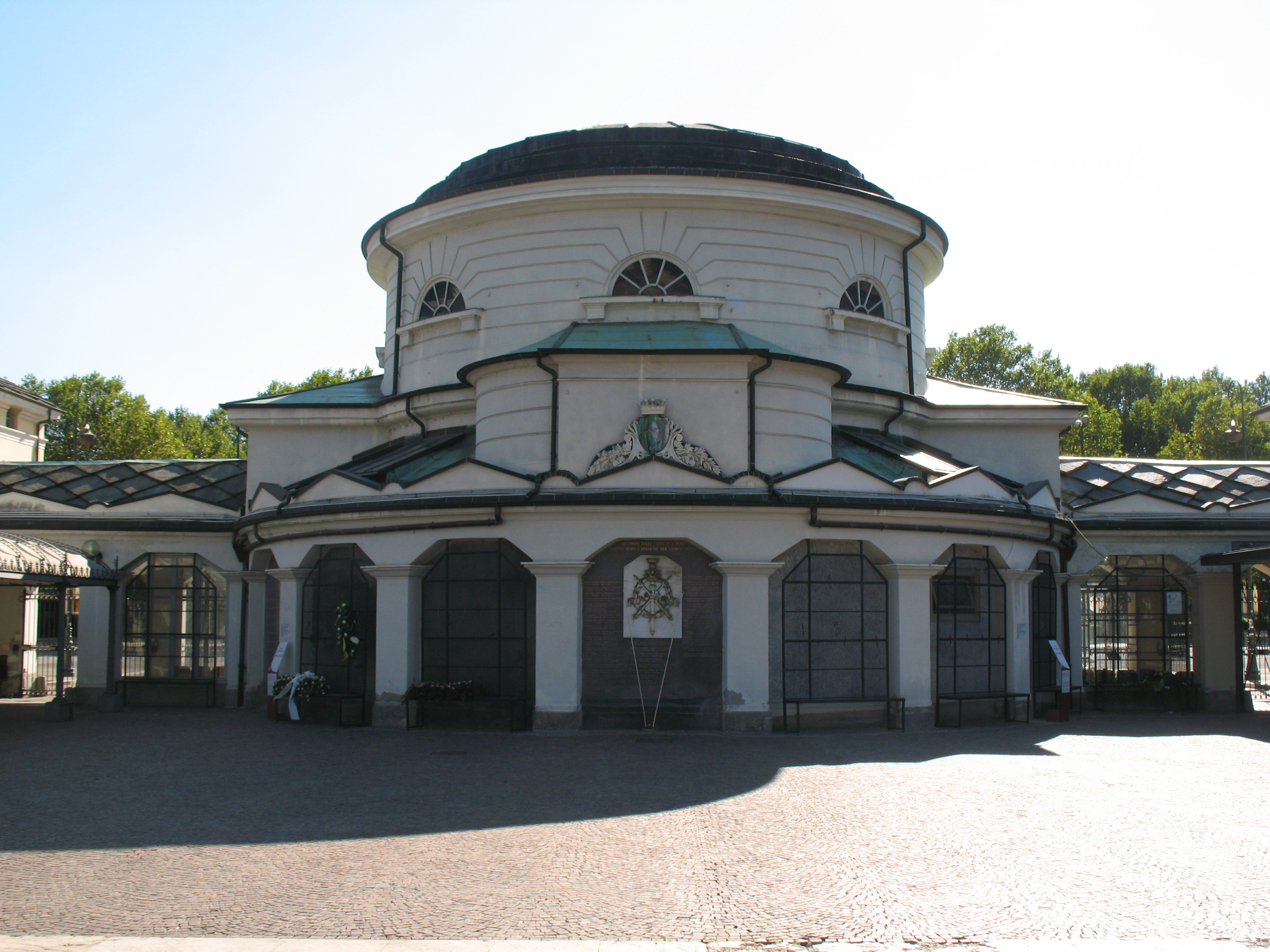
Haupteingang von innen
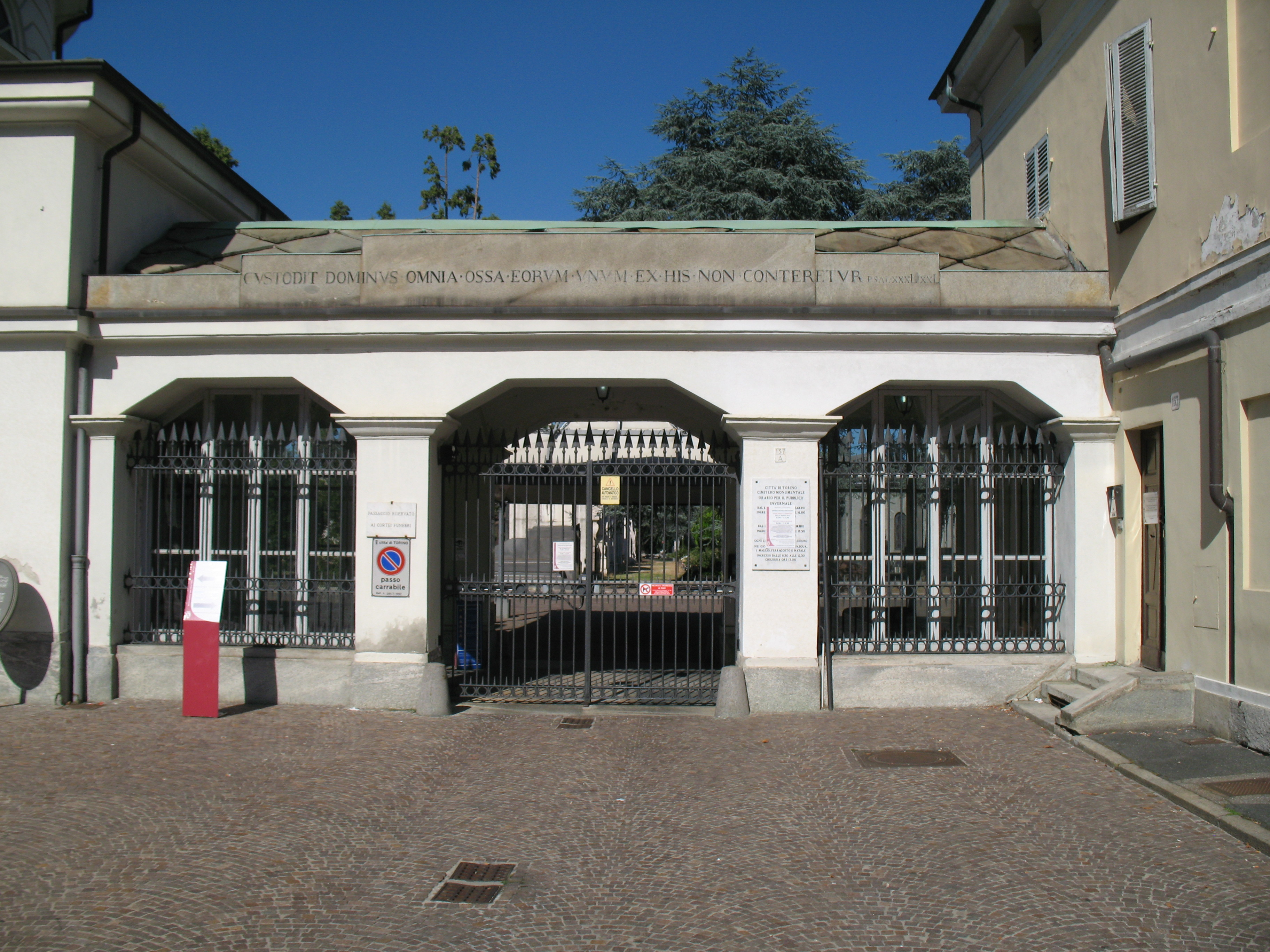
Eingang auf der rechten Seite
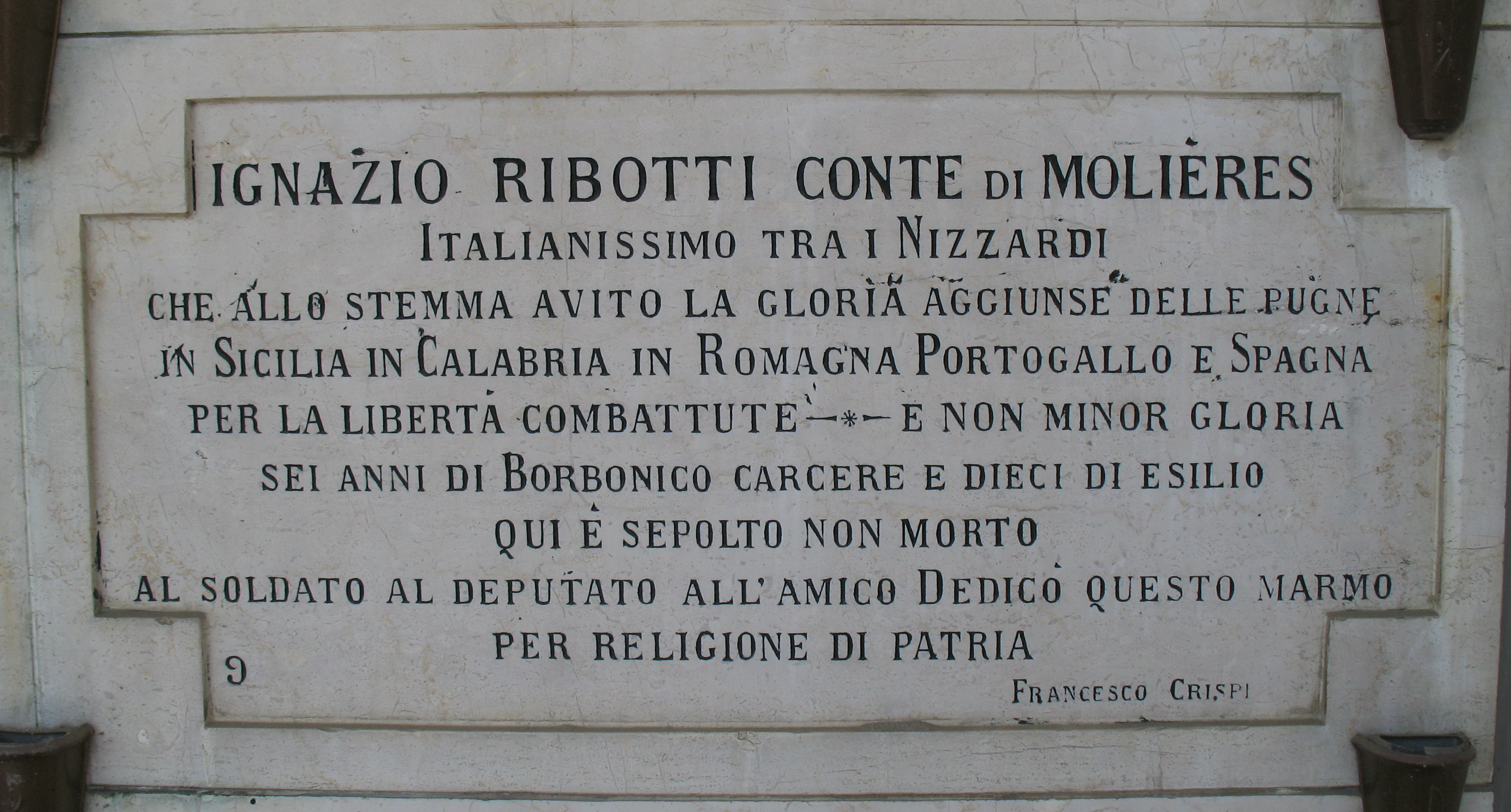
Plakette auf dem Grab von Ignazio Ribotti
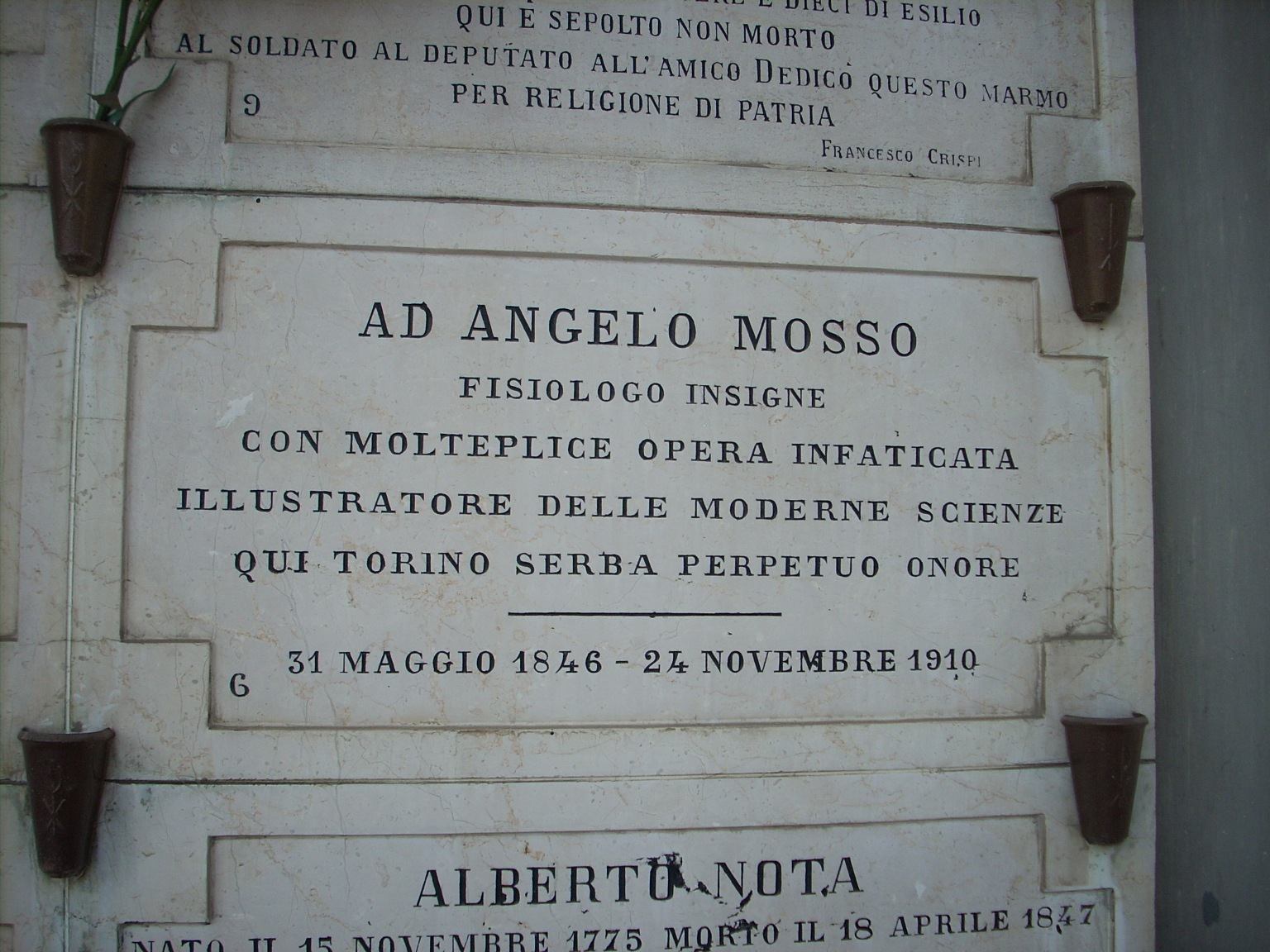
Grab von Angelo Mosso

## Gräber bekannter Persönlichkeiten

### A
- Luca Abort (1964–2000), Sänger
- Maria Adelaide Aglietta (1940–2000), Politikerin
- Tommaso Agudio (1827–1893), Ingenieur
- Gaetano Alimonda (1818–1891), Erzbischof von Turin und Kardinal der Römischen Kirche
- Arturo Ambrosio (1869–1960), Produzent und Regisseur
- Filippo Amedeo (1891–1946), Politiker
- Vincenzo Arbarello (1874–1917), Major (Italienisch-Türkischer Krieg, Erster Weltkrieg)
- Ferrante Aporti (1791–1858), Pädagoge und Theologe
- Vittorio Avondo (1836–1910), Maler und Archäologe
- Bartolomeo Aimo (1889–1970), Radrennfahrer
- Carlo Aymonino (1926–2010), Architekt, Stadtplaner und Architekturtheoretiker

### B
- Giuseppe Barbaroux (1772–1843), Rechtsanwalt und Botschafter in Rom von 1816 bis 1824
- Alberto Barberis (1887–1920), Fußballspieler
- Matteo Giulio Bartoli (1873–1946), Romanist, Sprachwissenschaftler und Dialektologe
- Giuditta Bellerio Sidoli (1804–1871), Patriotin während der Risorgimento und eine Mitgründerin der Zeitung La Giovine Italia
- Giovanni Berchet (1783–1851), Dichter und Schriftsteller
- Carlo Biscaretti di Ruffia (1879–1959), Industriedesigner und Grafiker
- Giovanni Battista Biscarra (1790–1851), Maler, Bildhauer und Lithograph
- Isa Bluette (1898–1939), Schauspielerin und Sängerin
- Mario Bo (1912–2003), Fußballspieler
- Luciano Bonfiglioli (1922–1995), Sänger
- Maria Cristina de Borbón y Battenberg (1911–1996), Tochter des Spanischen Königs Alfons XIII.
- Pietro Bordino (1887–1928), Automobilrennfahrer
- Vincenzo Borgarello (1884–1960), Radrennfahrer
- Paolo Boselli (1838–1932), Finanzwissenschaftler und Politiker (Präsident des Ministerrats, 1916–1917)
- Edoardo Bosio (1864–1927), Unternehmer, Fußballspieler und Gründer des Torino Football & Cricket Club
- Ezio Bosso (1971–2020), Pianist, Kontrabassist, Dirigent und Komponist
- Paolo Braccini (1907–1944), Partisan und Antifaschist (Tapferkeitsmedaille in Gold)
- Benedetto Brin (1833–1898), Admiral und Politiker (Marineminister und Außenminister)
- Alberto Bruni Tedeschi (1915–1996), Komponist und Unternehmer (Vater von Carla und Valeria Bruni Tedeschi)
- Fred Buscaglione (1921–1960), Sänger und Schauspieler
- Angelo Brofferio (1802–1866), Dichter und Politiker während der Risorgimento

### C
- Carlo Canera di Salasco (1823–1891), General (Italienische Unabhängigkeitskriege, Tapferkeitsmedaille in Silber)
- Vladimiro Caminiti (1932–1993), Journalist, Schriftsteller und Dichter
- Francesco Camusso (1908–1995), Radrennfahrer
- Eugenio Canfari (1878–1962), Fußballfunktionär und Unternehmer (Gründungsmitglied und erster Präsident vom Sport-Club Juventus, später: Juventus Turin)
- Giorgio Cardetti (1943–2008), Journalist und Politiker (Bürgermeister von Turin von 1985 bis 1987)
- Domenico Carpanini (1953–2001), Politiker (Stellvertretender Bürgermeister von Turin von 1997 bis 2001)
- Mario Carrara (1866–1937), Arzt (Rechtsmediziner), Akademiker (Professor an der Universität Turin und Cagliari) und Antifaschist
- Ferruccio Casacci (1934–2011), Schauspieler und Filmschaffender
- Renato Casalbore (1891–1949), Journalist (kam beim Flugunfall von Superga ums Leben)
- Carlo Casalegno (1916–1977), Journalist, Schriftsteller und Partisan (Opfer der Roten Brigaden)
- Lino Cason (1914–1989), Fußballspieler
- Giovanni Battista Cassinis (1806–1866), Jurist und Politiker
- Vittore Catella (1910–2000), Ingenieur, Politiker und Sportfunktionär (Präsident von Juventus Turin von 1962 bis 1971)
- Carlo Ceppi (1829–1921), Architekt
- Gigi Chessa (1898–1935), Maler, Bühnenbildner und Architekt
- Luigi Cibrario (1802–1870), Historiker, Numismatiker, Magistrat und Politiker (Außenminister im Königreich Sardinien von 1855 bis 1856)
- Francesco Cirio (1836–1900), Unternehmer, der 1856 die Konservenfirma Cirio gründete
- Francesco Cognasso (1886–1986), Historiker
- Eugenio Colmo (1885–1967), Maler, Grafiker, Modedesigner, Karikaturist und Keramiker (Pseudonym: Golia)
- Giovanni Colmo (1867–1947), Maler (hauptsächlich Landschaftsmalerei, Bruder von Eugenio Colmo)
- Luigi Colombetti (1872–1958), Fechtmeister und Soldat (Orden der Krone von Italien)
- Gustavo Colonnetti (1886–1968), Bauingenieur und Ingenieurwissenschaftler für Mechanik
- Marcello Craveri (1914–2002), Religionshistoriker und Bibelwissenschaftler

### D
- Massimo d’Azeglio (1798–1866), Schriftsteller, Maler und Politiker (Ministerpräsident des Königreichs Sardinien von 1849 bis 1852)
- Edmondo De Amicis (1846–1908), Schriftsteller
- Giacomo Debenedetti (1901–1967), Literaturkritiker und Schriftsteller
- Emilio de la Forest de Divonne (1899–1961), Politiker und Sportfunktionär
- Teobaldo Depetrini (1913–1996), Fußballspieler und -trainer
- Raffaella De Vita (1942–2006), Singer-Songwriterin und Schauspielerin
- Armando Diena (1914–1985), Fußballspieler
- Dante Di Nanni (1925–1944), Partisan (Tapferkeitsmedaille in Gold)
- Achille Mario Dogliotti (1897–1966), Arzt und ein Pionier der Herzchirurgie
- Duo Fasano, Gesangsduo aus den Zwillingsschwestern Dina Fasano (1924–1996) und Delfina Fasano (1924–2004)
- Carlo Donat-Cattin (1919–1991), Politiker (u. a. Gesundheitsminister von 1986 bis 1989)
- Marco Donat-Cattin (1953–1988), Terrorist, Terrorgruppe Prima Linea (Sohn von Carlo Donat-Cattin)
- Bernardino Drovetti (1776–1852), Sammler ägyptischer Kunstschätze und ab der napoleonischen Besatzung des Piemonts ein Diplomat und Anwalt in französischen Diensten
- Domenico Durante (1879–1944), Fußballtorwart (von 1901 bis 1911 bei Juventus Turin)

### F
- Giuseppe Farina (1906–1966), Automobilrennfahrer und erster Formel-1-Weltmeister
- Vittorio Faroppa (1887–1958), Fußballspieler
- Galileo Ferraris (1847–1897), Ingenieur und Physiker
- Mario Ferraris (1885–1959), Fußballspieler
- Pio Ferraris (1899–1957), Fußballspieler
- Carlo Bernardino Ferrero (1866–1924), Schriftsteller
- Luigi Ferrero (1904–1984), Fußballspieler und -trainer
- Mario Ferrero (1903–1964), Fußballspieler
- Pietro Ferrero (1892–1922), Gewerkschafter und Anarchist (Opfer des Massaker von Turin 1922)
- Oscar Frey (1883–1951), Schweizer Fußballspieler
- Aniceta Frisetti (1846–1920), Philanthropin und angeheiratetes Mitglied der Familie Agnelli, Ehefrau von Giovanni Agnelli senior

### G
- Cesare Gallino (1904–1999), Dirigent
- Edoardo Garzena (1900–1982), Boxer und Boxtrainer (Bronzemedaille im Federgewicht bei den Olympischen Sommerspielen 1920)
- Andrea Gastaldi (1826–1889), Maler
- Bartolomeo Gastaldi (1818–1879), Geologe, Archäologe und Paläontologe (zweiter Präsident des Club Alpino Italiano von 1864 bis 1872)
- Carlo Ghiglieno (1928–1979), Fiat-Firmenmanager (Mordopfer der linksradikalen Terrorgruppe Prima Linea)
- Enrico Giachino (1916–1944), Partisan (Tapferkeitsmedaille in Gold und Silber)
- Eusebio Giambone (1903–1944), Widerstandskämpfer gegen den Nationalsozialismus
- Vincenzo Gioberti (1801–1852), Politiker und Philosoph (Vorreiter des Neoguelfismus)
- Giuseppe Mario Gioda (1883–1924), Politiker, Journalist und Publizist
- Giovanni Giovannini (1920–2008), Journalist und Schriftsteller (u. a. Verdienstorden der Italienischen Republik, Verdienstmedaille für Kultur und Kunst)
- Joseph Arthur de Gobineau (1816–1882), französischer Diplomat und Schriftsteller (Versuch über die Ungleichheit der Menschenrassen)
- Roberto Goitre (1927–1980), Chorleiter, Komponist und Lehrer
- Arturo Graf (1848–1913), italienischer Literaturwissenschaftler und Dichter deutscher Herkunft
- Giacomo Grosso (1860–1938), Maler
- Jack Guerrini (1937–1970), Sänger und Schauspieler
- Amalia Guglielminetti (1881–1941), Schriftstellerin und Dichterin
- Giuseppe Grabbi (1901–1970), Fußballspieler

### H
- Prinzessin Romanework Haile Selassie (1913–1940), älteste Tochter von Haile Selassie I. (Regent, 1916–1930, und später Kaiser von Äthiopien, 1930 bis 1936 und 1941 bis 1974)
- Giuseppe Hess (1885–1967), Jurist, Fußballspieler und Sportfunktionär

### I
- Carolina Invernizio (1851–1916), Schriftstellerin (Feuilletonroman)

### J
- Vittorio Jano (1891–1965), Automobilkonstrukteur (u. a. Rennsportwagen)

### K
- Jenő Károly (1886–1926), ungarischer Fußballspieler und -trainer (erster Trainer von Juventus Turin, 1923–1926)
- Július Korostelev (1923–2006), tschechoslowakischer Fußballspieler und -trainer

### L
- Evasio Lampiano (1888–1923), Automobilrennfahrer
- Michele Lessona (1823–1894), Zoologe
- Napoleone Leumann (1841–1930), Schweizer Unternehmer und Philanthrop
- Primo Levi (1919–1987), Schriftsteller und Chemiker (Ist das ein Mensch?)
- Giorgina Arian Levi (1910–2011), Lehrerin, Schriftstellerin und Politikerin
- Gino Levi-Montalcini (1902–1974), Architekt und Zeichner
- Paola Levi-Montalcini (1909–2000), Malerin (Zwillingsschwester von Rita Levi-Montalcini)
- Rita Levi-Montalcini (1909–2012), Medizinerin und Neurobiologin (Nobelpreis für Physiologie oder Medizin 1986)
- Nils Liedholm (1922–2007), schwedischer Fußballspieler und -trainer sowie Bandyspieler
- Hermann Loescher (1831–1892), deutsch-italienischer Buchhändler und Verleger
- Cesare Lombroso (1835–1909), Arzt (Professor der Rechtsmedizin und Psychiatrie)
- Paola Lombroso Carrara (1871–1954), Journalistin, Schriftstellerin und Pädagogin (Schöpferin des Comicmagazins Corriere dei Piccoli)
- Franco Lucentini (1920–2002), Schriftsteller, Übersetzer und Publizist

### M
- Erminio Macario (1902–1980), Schauspieler und Komiker
- Ruggero Maghini (1913–1977), Pianist und Komponist
- Luigi Maiocco (1892–1965), Turner und dreifacher Olympiasieger im Mannschaftsmehrkampf (1912, 1920, 1924)
- Emilia Mariani (1854–1917), Grundschullehrerin, Sozialistin und Feministin
- Enrico Marone Cinzano (1895–1968), italienischer Unternehmer und Fußballfunktionär
- Oreste Mattirolo (1856–1947), Arzt, Biologe und Mykologe
- Giovanni Michelotti (1921–1980), Automobildesigner
- Marcello Mihalich (1907–1996), Fußballspieler und -trainer
- Guglielmo Gribaldi Moffa di Lisio (1791–1877), Soldat und Politiker
- Gigetta Morano (1887–1986), Schauspielerin
- Luigi Morgari (1857–1935), Maler (Kirchenmalerei)
- Nory Morgan (1921–2006), Sängerin und Bühnenschauspielerin (Soubrette)
- Carlo Bernardo Mosca (1792–1867), Ingenieur, Architekt und Politiker
- Angelo Mosso (1846–1910), Physiologe und Archäologe

### N
- Gildo Nadalin (1934–2009), Musiker (Los Gildos)
- Nuto Navarrini (1901–1973), Schauspieler
- Biagio Nazzaro (1890–1922), Motorrad- und Automobilrennfahrer
- Celeste Negarville (1905–1959), Journalist, Politiker und Antifaschist (Bürgermeister von Turin von 1946 bis 1948 und Direktor der Zeitung L’Unità)
- Alberto Nota (1775–1847), Dramatiker, Bibliothekar und Richter
- Ferruccio Novo (1897–1974), Unternehmer, Fußballspieler und -funktionär (Präsident der AC Turin von 1939 bis 1953)

### O
- Nino Oxilia (1889–1917), Filmregisseur und Autor

### P
- Pietro Paleocapa (1788–1869), Wissenschaftler, Politiker und Ingenieur (u. a. Minister für öffentliche Arbeiten im Königreich Sardinien von 1848 und 1849 bis 1857)
- Modesto Panetti (1875–1957), Ingenieur, Mathematiker, Hochschullehrer und Politiker
- Alberto Pasini (1826–1899), Maler
- Alessandro Passerin d’Entrèves (1902–1985), Rechtsphilosoph und Romanist
- Federigo Pastoris (1837–1884), Maler und Kupferstecher
- Giovanni Pastrone (1883–1959), Filmregisseur, Drehbuchautor, Schriftsteller und Schauspieler
- Silvio Pellico (1789–1854), Schriftsteller
- Giuseppe Perotti (1895–1944), General, Ingenieur und Partisan (Tapferkeitsmedaille in Gold)
- Amedeo Peyron (1903–1965), Jurist und Politiker (Bürgermeister von Turin von 1951 bis 1962, u. a. Großkreuz und Großoffizier des Verdienstordens der Italienischen Republik)
- Secondo Pia (1855–1941), Anwalt und Fotograf (Aufnahme vom Turiner Grabtuch)
- Alberto Picco di Ulrico (1894–1915), Soldat (Gebirgsjäger der Alpini) und Fußballspieler (Spezia Calcio von 1912–1914)
- Andrea Pininfarina (1957–2008), Unternehmer und CEO von Pininfarina (Sohn von Sergio Pininfarina)
- Battista Pininfarina (1893–1966), Unternehmer, Karosseriebauer und Autodesigner (Gründer der Società anonima Carrozzeria Pinin Farina)
- Sergio Pininfarina (1926–2012), Industriedesigner und Politiker (Arbeitsverdienstorden, Sohn von Battista Pininfarina)
- Giuseppe Pomba (1795–1876), Typograf und Verleger
- Carlo Promis (1808–1873), Architekt, Archäologe und Philologe (Anhänger des Eklektizismus)
- Camillo Pucci (1802–1869), Maler (Ritterkreuz des Ordens der Heiligen Mauritius und Lazarus und Ritter des Ordens der Krone von Italien)

### Q
- Lidia Quaranta (1891–1928), Stummfilmschauspielerin

### R
- Enrico Reffo (1831–1917), Maler
- Guido Rey (1861–1935), Bergsteiger, Schriftsteller und Fotograf
- Ignazio Ribotti (1809–1864), Soldat und Patriot (Großes Offizierskreuz des Ordens der Heiligen Mauritius und Lazarus)
- Filippo Rolando (1900–1969), Texter, Komponist und Dirigent
- Dino Rora (1945–1966), Schwimmer (Opfer des Unfalls des Lufthansa-Flugs 005 mit insgesamt 46 Toten)

### S
- Paolo Sacchi (1807–1884), Soldat (schützte die Stadt Turin 1852 vor einem Brand durch ein explodiertes Pulverfass mit möglicherweise verheerenden Folgen, Spitzname: Eroico vogherese)
- Luigi Sapelli (1865–1936), Bühnenbildner, Kostümbildner und Illustrator (Freund und Mitarbeiter von Mariano Fortuny)
- Jolanda Margherita von Savoyen (1901–1986), älteste Tochter von Viktor Emanuel III. (König von Italien von 1900 bis 1946)
- Ferdinando Scarfiotti (1941–1994), Artdirector und Szenenbildner
- Lodovico Scarfiotti (1862–1924), Jurist und Unternehmer
- Ludovico Scarfiotti (1933–1968), Automobilrennfahrer
- Domenico Seren Gay (1931–2003), Musikproduzent, Texter, Komponist, Schriftsteller, Schauspieler und Maler
- Giuseppe Siccardi (1802–1857), Jurist und Politiker (u. a. Ritterkreuz, Kommandeur und Ritter und Großkreuz des Ordens der Heiligen Mauritius und Lazarus)
- Leone Sinigaglia (1868–1944), Komponist, Alpinist und Opfer des Holocaust
- Giuseppe Solaro (1914–1945), Politiker und Soldat (Sekretär der PFR in der Italienischen Sozialrepublik in Turin)
- Mario Soldati (1906–1999), Schriftsteller, Drehbuchautor und Regisseur

### T
- Francesco Tamagno (1850–1905), Opernsänger (Tenor)
- Carlo Tiochet (1863–1912), Lyriker und Schriftsteller (Text zum Lied Ciribiribin)
- Sauro Tomà (1925–2018), Fußballspieler

### V
- Cesare Valinasso (1909–1990), Fußballspieler
- Tommaso Vallauri (1805–1897), Klassischer Philologe (Professor an der Universität Turin, Kommandeur des Ordens der Heiligen Mauritius und Lazarus und des Ordens der Krone von Italien)
- Vittorio Valletta (1883–1967), Industrieller und Präsident bei Fiat von 1946 bis 1966
- Lia Varesio (1945–2008), Aktivistin, die sich um Hilfsbedürftige kümmerte (wurde "l'angelo dei barboni", deutsch „Der Engel der Obdachlosen“ genannt, Ritterin des Verdienstordens der Italienischen Republik)
- Giovanni Varglien (1911–1990), Fußballspieler und -trainer
- Mario Varglien (1905–1978), Fußballspieler und -trainer
- Rosa Vercellana (1833–1885), morganatische Gemahlin des italienischen Königs Viktor Emanuel II.
- Annie Vivanti (1866–1942), Schriftstellerin (Pseudonym: George Marion)
- Oliviero Vojak (1911–1932), Fußballspieler

### Z
- Valerio Zanone (1936–2016), Politiker (Umweltminister von 1984 bis 1986 und Verteidigungsminister Italiens von 1987 bis 1989 sowie Bürgermeister von Turin von 1990 bis 1991)

## Flugunfall von Superga
Am 4. Mai 1949 wurde in Superga bei Turin ein Flugzeug des Typs Fiat G.212 gegen einen Hügel geflogen. Alle 31 Insassen kamen ums Leben, darunter war die Mannschaft, Trainer und Verantwortliche des Fußballvereins AC Turin, der in den 1940er Jahren dominierende Club mit fünf Meistertiteln in Folge (1942/43, 1945/46, 1946/47, 1947/48 und 1948/49). Dafür erhielt die Mannschaft den Namen Il Grande Torino. Rund die Hälfte der Opfer wurden auf dem Cimitero monumentale di Torino beigesetzt.
Spieler
- Guglielmo Gabetto (33, Stürmer)
- Ezio Loik (29, Mittelfeldspieler)
- Virgilio Maroso (23, Abwehr)
- Valentino Mazzola (30, Stürmer, Mittelfeldspieler und Kapitän)
- Piero Operto (22, Abwehr)
- Franco Ossola (27, Stürmer)
- Július „Giulio“ Schubert (26, Mittelfeldspieler)

Funktionäre
- Egidio Agnisetta (55, Generaldirektor)
- Ippolito Civalleri (66, Manager)
- Andrea Bonaiuti (36, Tour-Organisator)

Trainer und Angestellte
- Egri Erbstein (50, ungarischer Trainer und Berater)
- Ottavio Cortina (52, Masseur)

Journalisten
- Renato Casalbore (58, Tuttosport)
- Renato Tosatti (40, Gazzetta del Popolo)
- Luigi Cavallero (42, La Nuova Stampa)